# Myles Coverdale
Pour les articles homonymes, voir Coverdale.
Myles Coverdale (ou Miles Coverdale) (vers 1488 – 20 janvier 1569) est un érudit anglais, traducteur de la  Bible qui a donné la première traduction imprimée en anglais de l'Ancien et du Nouveau Testament.

## Vie
Il est sans doute né dans le district de Cover dale (la vallée de Cover), dans le North Riding (Yorkshire) vers 1488. Il fait ses études à  Cambridge où il est reçu bachelier en droit canon en 1531. Il devient curé de Norwich en 1514, puis en 1523 rejoint le couvent des Augustins de Cambridge dont le prieur est Robert Barnes. Il a probablement pesé sur sa décision de se rallier à la réforme. Lorsque Barnes, accusé d'hérésie, est condamné au bûcher en 1526, Coverdale participe à sa défense avant de quitter le couvent et de se consacrer entièrement à la prédication.

## Traduction de la Bible
De 1528 à 1535, il semble avoir passé le principal de son temps sur le continent. En 1535 il publie la première édition complète de la Bible en anglais, connue sous l'appellation Bible de Coverdale. Comme Coverdale ne connaît ni le grec ni l'hébreu, il s'appuie sur cinq textes sources en latin, en anglais et en allemand, notamment la traduction du Nouveau Testament de Tyndale (édition d'Anvers, datée de 1535), et ses traductions partielles de l'Ancien testament, Pentateuque et Livre de Jonas.
Le livre paraît à Anvers, partiellement financé par Jacob van Méteren. En 1537, ses traductions sont incorporées à la Bible de Mathieu. En 1538, on le trouve à Paris, supervisant l'impression de la Grande Bible, tandis que la même année paraissent à Londres et à Paris des éditions du Nouveau Testament en latin et en anglais, cette dernière de la main de Coverdale. Cette Bible de 1538 est une édition bilingue, qui met en parallèle la Vulgate et la traduction anglaise de Coverdale.

### Les dernières années
Il revient en Angleterre en 1539, s'installant pour un temps à Newbury, dans le Berkshire, qu'il est obligé de fuir après l'exécution de son ami et protecteur Thomas Cromwell. Il vit exilé à Tübingen et entre 1527-1540 officie comme pasteur et maître d'école à Bergzabern (aujourd'hui Bad Bergzabern) dans le Palatinat. Ce sont pour lui des années de misère.
En mars 1548, il repart pour l'Angleterre où il est bien accueilli à la cour du nouveau monarque protestant, Édouard VI. Il est nommé chapelain du roi et aumônier de la Reine-mère Catherine Parr. En 1551, il est nommé évêque d'Exeter, mais doit renoncer à ce titre lors de l'accession au trône de la catholique Marie Ire. Il s'installe alors au Danemark, où son beau-frère est chapelain du roi, puis à Wesel, avant de retourner à Bergzabern. En 1553 il est de retour en Angleterre où il ne retrouve pas ses fonctions épiscopales sans doute en raison de scrupules puritains. De 1564 à 1566 il est recteur de Saint Magnus, non loin du pont de Londres. Le 19 février 1568, Coverdale meurt à Londres et est enterré dans l'église Saint Barthélémy.

## Postérité
Sa traduction du psautier a continué à être utilisée dans le Livre de la prière commune anglican jusqu'à la fin du XXe siècle, et reste la traduction la plus familière des psaumes pour de nombreux anglicans. De nombreux arrangements musicaux des psaumes se basent sur sa traduction. Sa traduction du canon romain est toujours utilisée dans certaines églises catholiques d'usage anglican.

## Sources
- Paul Arblaster, Gergely Juhasz, Guido Latré  Tyndale's Testament  (ISBN 2-503-51411-1) Brepols 2002
- Guido Latre, "The 1535 Coverdale Bible an its Antwerp Origins", in The Bible as Book: The Reformation, ed. O'Sullivan, Orlaith (The British Library & Oak Knoll Press en partenariat avec  The Scriptorium: Center for Christian Antiquities London & New Castle, Delaware 2000), p. 89-102.  (ISBN 9781584560258 et 1584560258)